# Kaba (Ungarn)
Kaba ist eine ungarische Stadt im Kreis Püspökladány im Komitat Hajdú-Bihar.

## Geografie
Entlang der Gemeindegrenze zu Hajdúszovát fließt der Keleti-főcsatorna. Kaba grenzt an folgende Gemeinden:
| Nádudvar     |                                             | Hajdúszoboszló |
| Püspökladány | Kompassrose, die auf Nachbargemeinden zeigt | Hajdúszovát    |
| Báránd       |                                             | Tetétlen       |

## Geschichte
Die erste schriftliche Erwähnung stammt aus dem Jahr 1212 im Váradi Regestrum.

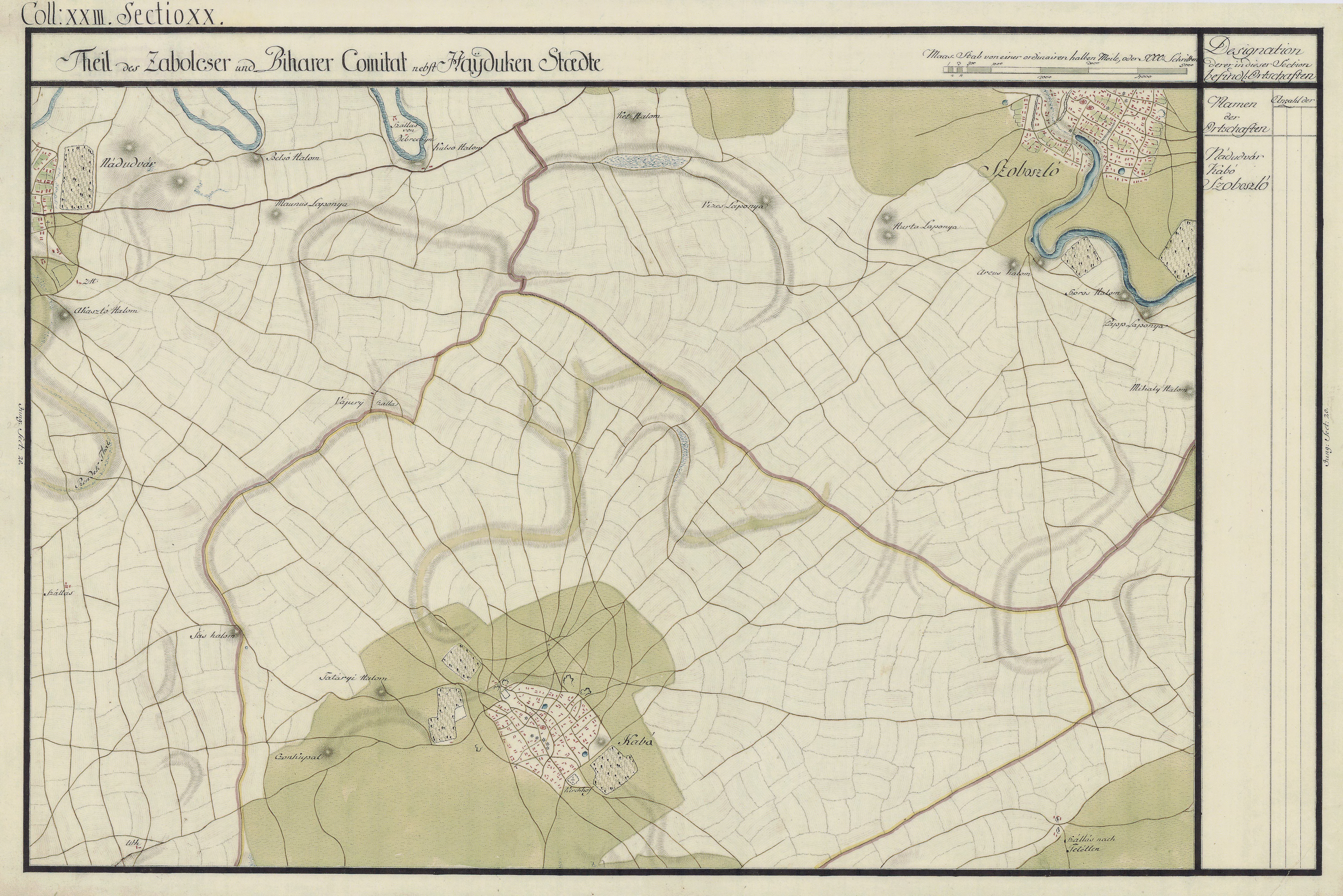
Kabá (Mitte unten) um 1782 (Aufnahmeblatt der Josephinischen Landesaufnahme)
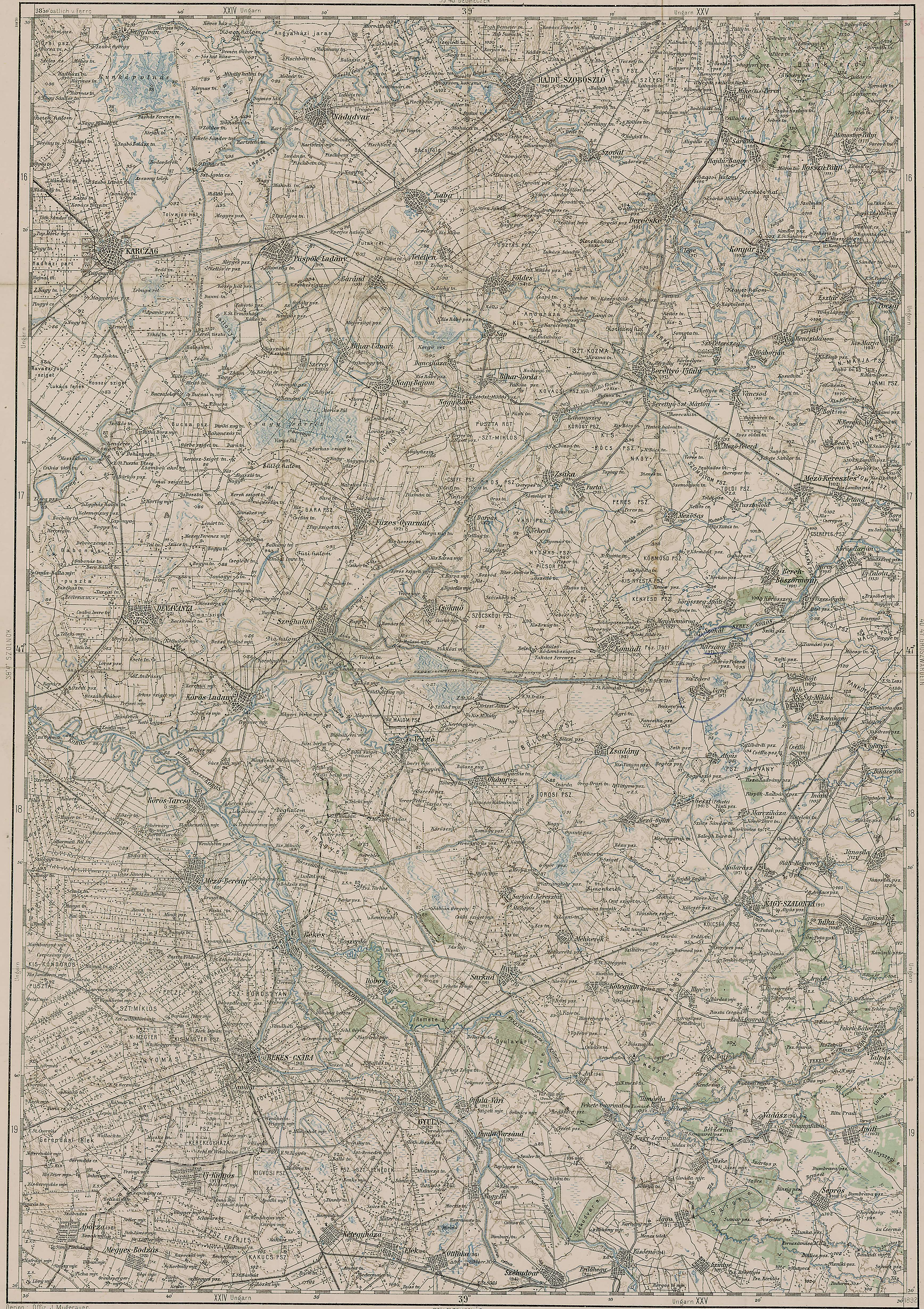
Kaba (N 47° 22'; O 38° 53') um 1892 (Aufnahmeblatt der Franzisco-Josephinischen Landesaufnahme)

Die ehemalige Großgemeinde erhielt 2003 den Status einer Stadt.

## Städtepartnerschaften
- Aleșd im Kreis Bihor (Rumänien), seit 1990
- Cetariu im Kreis Bihor (Rumänien), seit 2004
- Dzierzkowice (Polen), seit 2015

## Söhne und Töchter der Stadt
- Sándor Juhász Nagy (1883–1946), Jurist und Politiker
- Sándor Mácsai (1858–1924), Musikpädagoge, Komponist und Dirigent
- Gusztáv Sári (1928–1990), Pädagoge und Autor
- Pál Bánszky (1929–2015), Kunsthistoriker und Volkskundler
- Miklós Nagy (1932–1974), Maschinenbauingenieur, Politiker und Kulturminister
- Judit Csiha (* 1950), Juristin und Politikerin

## Sehenswürdigkeiten
- 1848er-Gedenkstein (1848/49-es forradalom és szabadságharc emlékkő)
- László-Szilágyi-Büste, erschaffen von Béla Imrefia Szabó
- 1956er-Denkmal, erschaffen von Aranka Lakatos
- Reformierte Kirche, erbaut 1736 im barocken Stil, der Kirchturm wurde 1742–1744 hinzugefügt
- Sándor-Mácsai-Relief (am Schulgebäude), erschaffen 1928 von László Némethy

## Verkehr
In Kaba treffen die Landstraßen Nr. 3407, Nr. 4801 und Nr. 4802 aufeinander, am nördlichen Ortsrand verläuft die Hauptstraße Nr. 4. Die Stadt ist angebunden an die Eisenbahnstrecke von Debrecen zum Budapester Westbahnhof.

## Meteorit
Ein 3 kg schwerer Meteorit landete 1857 in der Nähe von Kaba.
Der Kaba-Meteorit (auch Debreczen-Meteorit genannt) ist ein Kohliger Chondrit vom Typ 3 (CV3).